# Rebinea
Rebinea là một chi bướm đêm thuộc họ Tortricidae.
Nó được mô tả bởi Jan Razowski năm 1986.

## Các loài
- Rebinea erebina (Butler, 1883)